# Margareta Clementina de Austria
Arhiducesa Margareta Clementina Maria de Austria (6 iulie 1870 – 2 mai 1955) a fost membră a liniei ungare a Casei de Habsburg-Lorena și Arhiducesă de Austria, Prințesă de Boemia, Ungaria și Toscana prin naștere. Prin căsătoria cu Albert, Prinț de Thurn și Taxis, Margareta Clementina a devenit membră a Casei de Thurn și Taxis.

## Familie
Margareta Clementina a fost a treia fiică a Arhiducelui Joseph Karl de Austria și a soției acestuia, Prințesa Clotilde de Saxa-Coburg și Gotha. Prin tatăl ei Joseph Karl, Margareta Clementina a fost strănepoata lui Leopold al II-lea, Împărat romano-german. Prin mama sa, ea a fost strănepoata lui Ludovic-Filip d'Orléans, rege al Franței.

### Căsătorie și copii
La 15 iulie 1890, la Budapesta, Margareta Clementina s-a căsătorit cu Albert, Prinț de Thurn și Taxis, fiul cel mic al lui Maximilian Anton Lamoral, Prinț de Thurn și Taxis și a soției acestuia, Ducesa Elena de Bavaria. Margareta Clementina și Albert au avut opt copii:
- Franz Joseph, Prinț de Thurn și Taxis (21 decembrie 1893 – 13 iulie 1971), căsătorit cu Prințesa Isabel Maria de Braganza, fiica lui Miguel, Duce de Braganza
- Prințul Joseph Albert de Thurn și Taxis (4 noiembrie 1895 – 7 decembrie 1895)
- Karl August, Prinț de Thurn și Taxis (23 iulie 1898 – 26 aprilie 1982), căsătorit cu Prințesa Maria Anna de Braganza, fiica lui Miguel, Duce de Braganza
- Prințul Ludwig Philipp de Thurn și Taxis (2 februarie 1901 – 22 aprilie 1933), căsătorit cu Prințesa Elisabeta de Luxembourg, fiica lui Wilhelm al IV-lea, Mare Duce de Luxembourg
- Prințul Max Emanuel de Thurn și Taxis (1 martie 1902 – 3 octombrie 1994)
- Prințesa Elisabeta Elena de Thurn și Taxis (15 decembrie 1903 – 22 octombrie 1976), căsătorită cu Friedrich Christian, Margraf de Meissen
- Prințul Raphael Rainer de Thurn și Taxis (30 mai 1906 – 8 iunie 1993), căsătorit cu Prințesa Margareta de Thurn și Taxis
- Prințul Philipp Ernst de Thurn și Taxis (7 mai 1908 – 23 iulie 1964), căsătorit cu Prințesa Eulalia de Thurn și Taxis